# Tropidion castaneum
Tropidion castaneum là một loài bọ cánh cứng trong họ Cerambycidae.